# Severin Elektrogeräte
Severin Elektrogeräte GmbH – niemieckie przedsiębiorstwo zajmujące się produkcją artykułów gospodarstwa domowego (m.in. ekspresów do kawy, chłodziarek, tosterów, żelazek, suszarek do włosów, odkurzaczy). Siedziba przedsiębiorstwa znajduje się w Sundern, w kraju związkowym Nadrenia Północna-Westfalia, w Niemczech.

## Historia
Przedsiębiorstwo swoimi korzeniami sięga do niewielkiej kuźni, którą w 1892 roku otworzył Anton Severin w mieście Sundern, w kraju związkowym Nadrenia Północna-Westfalia, w Niemczech.
Pierwszy etap przekształcenia rodzinnego interesu w duże, prosperujące przedsiębiorstwo przeprowadził syn Antona, Anton Severin Junior. W roku 1921 otworzył on niewielką fabrykę specjalizującą się w produkcji karniszy do zasłon. Po 10 latach przedsiębiorstwo zatrudniało 30 pracowników i przeniosło się do większego obiektu. Wkrótce po tym nastąpiło przebranżowienie, po którym rozpoczęto produkcję talerzy na ciasta, podstawek pod szklanki, szklanych talerzy oraz metalowych wózków do serwowania.
Dalszy rozwój nastąpił po II wojnie światowej. W latach 50. pracę w przedsiębiorstwie zaczęli Rudolf Schulze oraz Helmut Hofmann którzy, w odpowiedzi na rosnące zapotrzebowanie na sprzęt AGD, skierowali jego rozwój na te tory. W efekcie ich działań w latach 1956–1962 przedsiębiorstwo przeżywało rozkwit – zbudowano cztery nowe hale fabryczne, a w Wenholthausen powstał drugi ośrodek produkcyjny, w którym początkowo produkowano głównie suszarki do włosów oraz dmuchawy, by ostatecznie skupić się na produkcji ekspresów do kawy. W roku 1967, w 75. rocznicę istnienia, przedsiębiorstwo produkowało ponad 200 rodzajów różnego rodzaju artykułów gospodarstwa domowego.
W roku 2005 oddano do użytku nowy magazyn wysokiego składowania, który jest w stanie pomieścić 36 tys. palet z produktami.
Przedsiębiorstwo posiada swoje placówki we Francji, Hiszpanii, Szwecji, Holandii, Polsce oraz we Włoszech. Ponadto ma ono swoje fabryki w chińskich miastach Shenzhen oraz w dzielnicy Panyu, w Kantonie.